# Diocesi di Cembalo

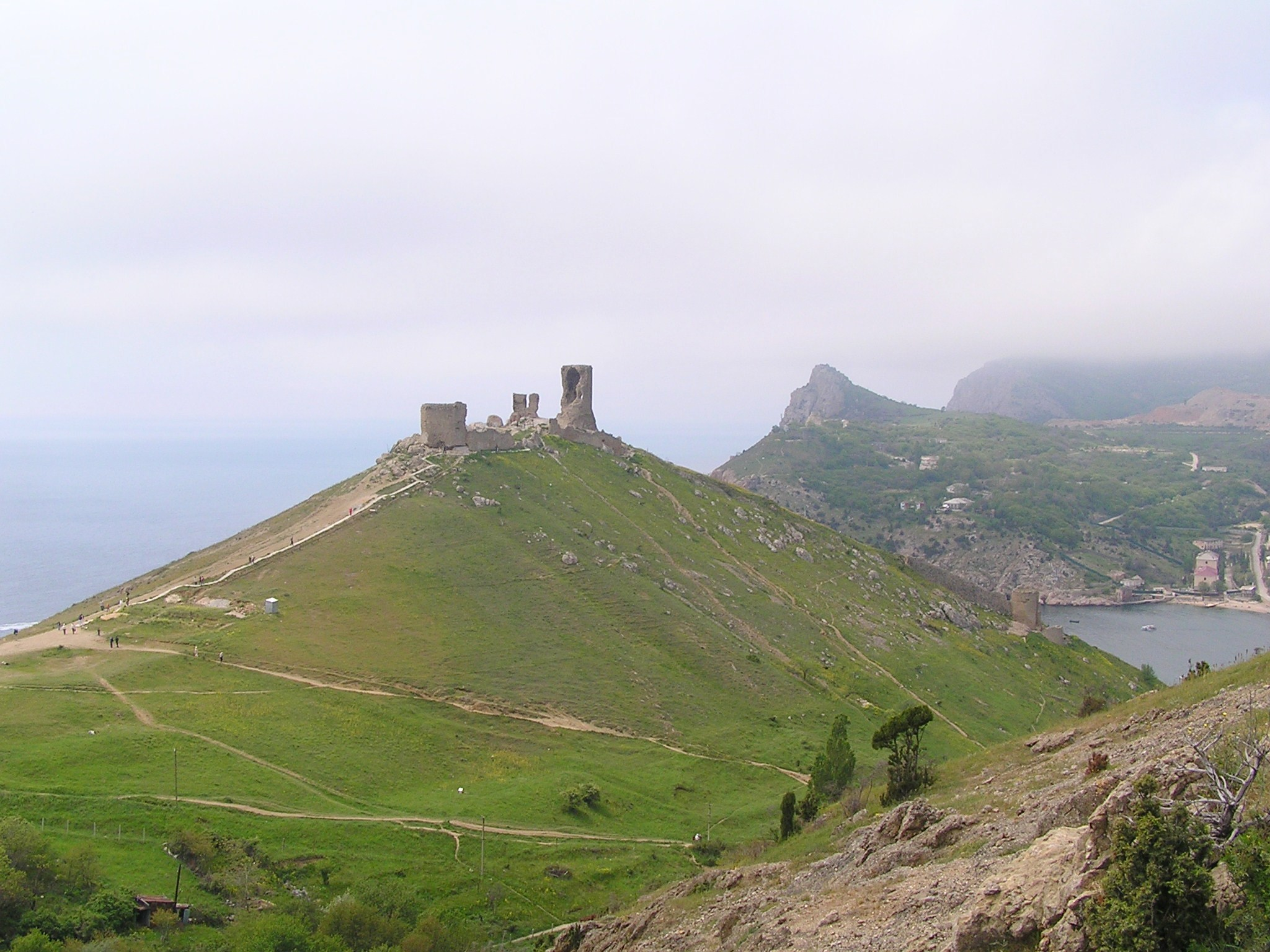
Resti della fortezza di Cembalo.

La diocesi di Cembalo (in latino: Dioecesis Cimbaliensis seu Symbaliensis) è una sede soppressa e sede titolare soppressa della Chiesa cattolica.

## Storia
Cembalo è il nome che i Genovesi dettero alla loro colonia di Symbolon (Συμβολον) in Crimea, che occuparono per oltre un secolo dal 1357 circa. La città, chiamata Yamboli dai Bizantini, assunse il nome attuale di Balaclava quando fu conquistata dai Turchi nel 1475.
Già prima dell'arrivo dei Genovesi, grazie all'azione missionaria dei francescani e dei domenicani, Cembalo divenne un fiorente centro cattolico; fin dal 1320 i francescani vi possedevano un convento.
Contestualmente alla fondazione della colonia, fu eretta una diocesi di rito latino. Incerta è l'attribuzione della provincia ecclesiastica di appartenenza; nelle Provinciales del XIV secolo è indicata come suffraganea di Saraj (città sul Volga) o di Khanbaliq (ossia Pechino). Quest'ultima indicazione sembrerebbe poco attendibile dal punto di vista geografico; invece è certo che nel 1363 il papa affidò al metropolita Cosma di Saraj le lettere di nomina del vescovo di Cembalo.
A causa delle ristrettezze economiche in cui viveva la diocesi, l'Ufficio delle Compere di San Giorgio di Genova si impegnò a stanziare nel suo bilancio una provvigione annuale per le necessità dei vescovi di Cembalo.
Il 26 gennaio 1429 papa Martino V nominò fra' Niccolò da Tivoli nunzio e collettore apostolico, ossia incaricato di raccogliere i proventi spettanti alla Santa Sede nelle colonie e diocesi genovesi di Caffa, Chio, Mitilene, Cembalo, Soldaia, Samastro e Pera.
L'ultimo vescovo fu Alessandro di Caffa, fatto prigioniero dai Turchi quando tutta la Crimea cadde nelle loro mani nel 1475. Dopo cinque anni di prigionia riuscì a rientrare in Italia per morire nel 1483.
Qualche anno dopo la diocesi fu assegnata come sede in partibus a vescovi ausiliari; il primo vescovo titolare, Giovanni Wilde, fu l'ausiliare del vescovo di Cammin; tutti gli altri furono ausiliari di Passavia. La sede non è più stata assegnata dalla metà del XVII secolo.
Non è chiara la ricostruzione storica dei vescovi di Cembalo. Infatti sia nei documenti ufficiali della Santa Sede sia nella letteratura storica, la sede ed i vescovi Cimbaliensis sono spesso confusi con la sede ed i vescovi Cambaliensis, ossia i vescovi di Khanbaliq o Cambaluc, l'odierna Pechino.

## Cronotassi

### Vescovi
- Niccolò † (? deceduto)
- Eremo de Parpaiono, O.F.M. † (20 novembre 1364 - ?)
- Giuseppe di Armenia † (26 maggio 1386 - ? deceduto)
- Domenico, O.F.M. † (9 agosto 1403 - ? dimesso)
- Giuseppe † (? deceduto)
- Ludovico, O.P. † (15 dicembre 1427 - ? deceduto)
- Bartolomeo Caponi di Pera, O.F.M. † (15 aprile 1448 - circa 1462 deceduto)
- Alessandro di Caffa, O.F.M. † (1º dicembre 1462 - 1483 deceduto)

### Vescovi titolari
- Giovanni Wilde † (12 marzo 1495 - 17 dicembre 1532 deceduto)[3]
- Urban Sagstetter † (17 aprile 1553 - 3 luglio 1556 nominato vescovo di Gurk)
- Erasmo Pagendorfer † (24 marzo 1557 - 15 luglio 1561 deceduto)
- Michele Engelmeier † (19 novembre 1561 - 13 luglio 1568 deceduto)
- Cristiano Kripper † (7 novembre 1570 - 12 novembre 1573 deceduto)
- Ettore Wegmann † (4 luglio 1575 - 31 gennaio 1589 deceduto)
- Cristoforo Weilhamer † (9 ottobre 1589 - 22 maggio 1596 deceduto)
- Andrea Hofmann † (18 agosto 1597 - 24 maggio 1604 deceduto)
- Biagio Lambich † (24 novembre 1604 - 5 febbraio 1608 deceduto)
- Giovanni Brenner † (10 dicembre 1608 - 13 settembre 1629 deceduto)